# Veli Can

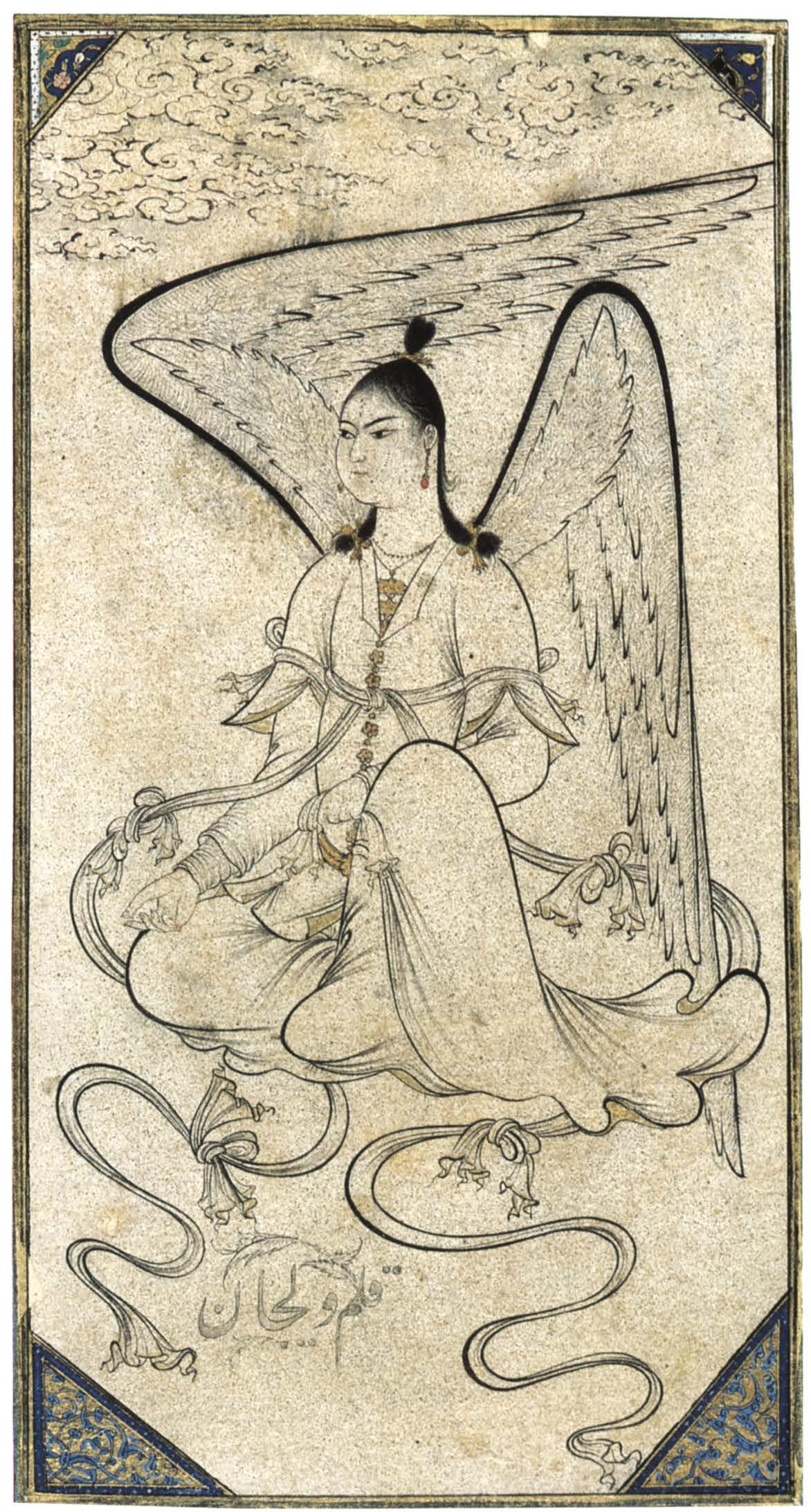
Siedzący anioł (peri). Miniatura z albumu w Bibliotece Pałacu Topkapı, H. 2162, f. 8v

Veli Can (w formie perskiej: Wali Dżan) (fl. ok. 1580 - ok. 1600) ur. w Tebrizie – osmański malarz tworzący w stylu saz.
Według osmańskiego historyka Mustafy Alego (zm. 1600) był uczniem Sijawusza (zm. przed 1616) i przybył do Stambułu ok. 1580 roku. Za panowania Murada III (1574-1595) swoje apogeum osiągnął styl saz (od saz - "trzciny", liści o strzępionych brzegach stanowiących główny element kompozycji) i Veli Can jest najważniejszym malarzem kojarzonym z albumami kompilowanymi dla sułtana. Wiele stron z tych albumów "jest mu przypisywanych w sposób mniej lub bardziej spekulatywny". Sądząc z tychże prac był zainteresowany przede wszystkim przedstawieniami postaci. Duża liczba wątpliwych atrybucji sprawiała, iż zdefiniowanie stylu Veli Cana było niemożliwe dopóki Denny nie odkrył miniaturowej, ukrytej sygnatury na rysunku ptaka i groteskowej głowy wśród listowia (Biblioteka Pałacu Topkapi, H. 2836, zobacz ilustracja). Na podstawie tego rysunku w sposób przekonujący przypisał on Veli Canowi trzy inne rysunki (Topkapı, H. 2147 f. 23v i H. 2162, f. 8v (zobacz ilustracje) oraz Musée Jacquemart-André, Ms 261). Według Canby "Okrągłe ząbkowania brzegów liści i śmiałe, czarne zamaszyste linie, które tworzą powierzchnię liści, umiejscawiają te rysunki pewnie jako przykłady stylu saz [...] Groteskowa głowa w sygnowanym rysunku Veli Cana jest jednak oczywistym zapożyczeniem ze stylu jego mentora"
Mustafa Ali twierdzi że pomimo jego rysowniczych talentów styl Veli Cana nie rozwijał się. Jego imię pojawia się w rejestrach pałacowych warsztatów za lata 1595/96 i 1596/97 z dzienną pensją w wysokości siedmiu i dziewięciu akçe, co było raczej przeciętnym wynagrodzeniem, zdającym się potwierdzać ocenę Mustafy Alego. Veli Can jest znany przede wszystkim ze swoich postaci aniołów (peri) w stylu Şahkulego i młodzieńców utrzymanych w tradycji swojego mistrza Sijawusza. Imię Veli Cana pozostało sławne w osmańskiej stolicy, zaś jego dzieła potrafiły osiągać zawrotne ceny na rynku sztuki. Veli Can występuje w powieści Orhana Pamuka Nazywam się Czerwień, gdzie nosi imię "Oliwka".

## Galeria

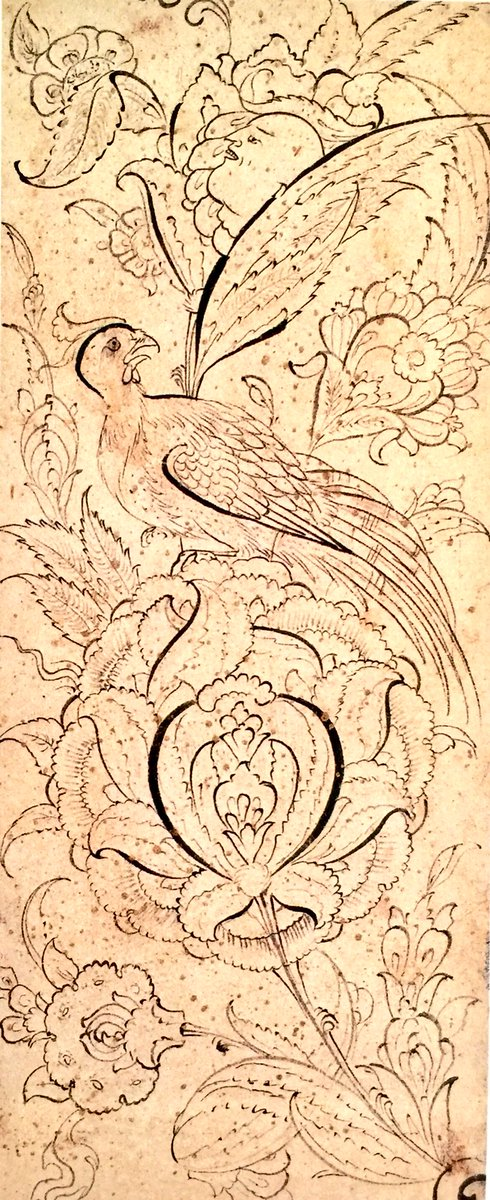
Rysunek, sygnowany "Wali Dżan". Stambuł, ok. 1580-90. Jest to jedyna znana autentyczna sygnatura Veli Cana, ukryta w kwiecie w prawym górnym rogu[6]. Biblioteka Pałacu Topkapı
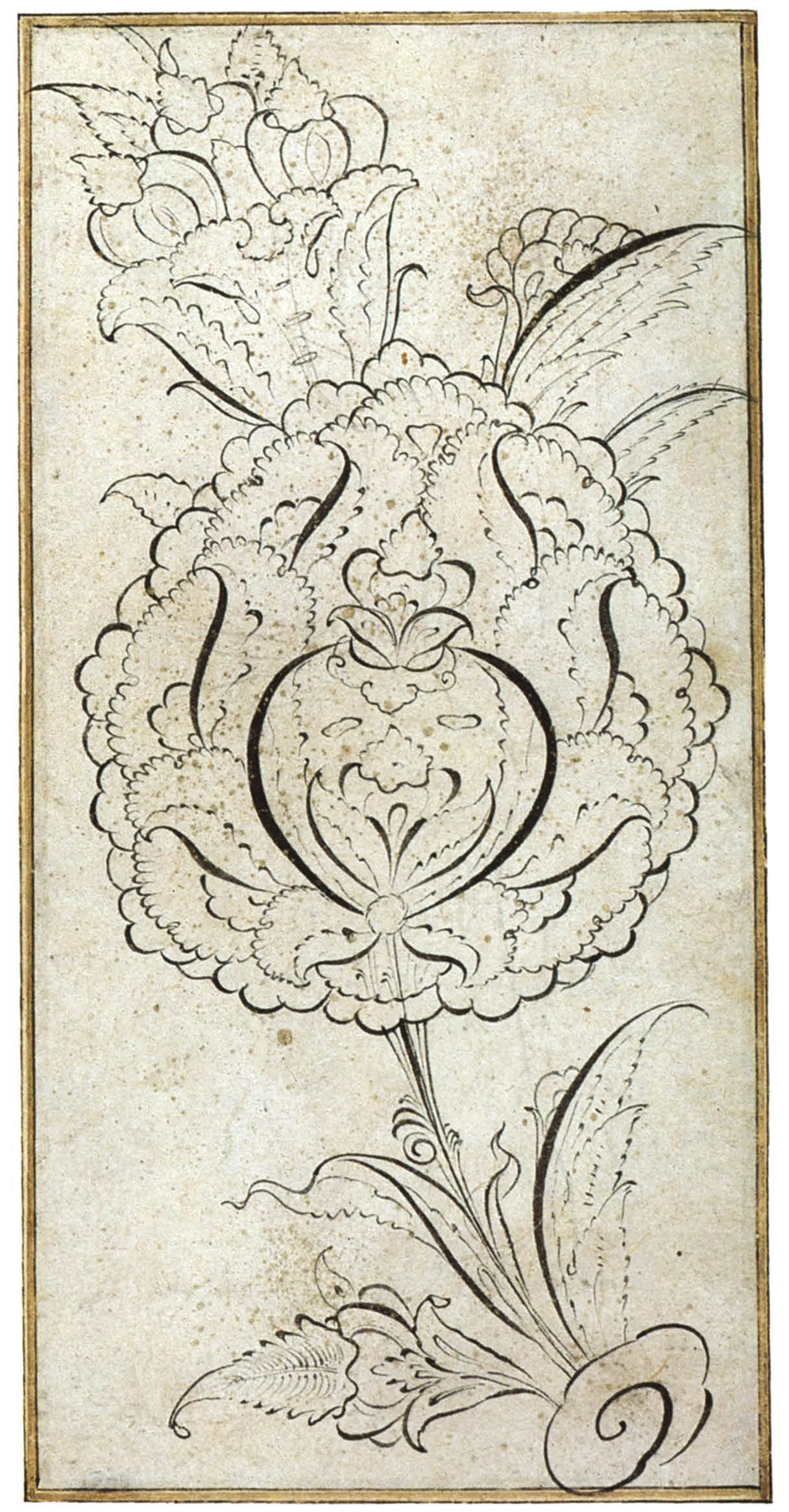
Rysunek palmety z albumu w Bibliotece Pałacu Topkapı
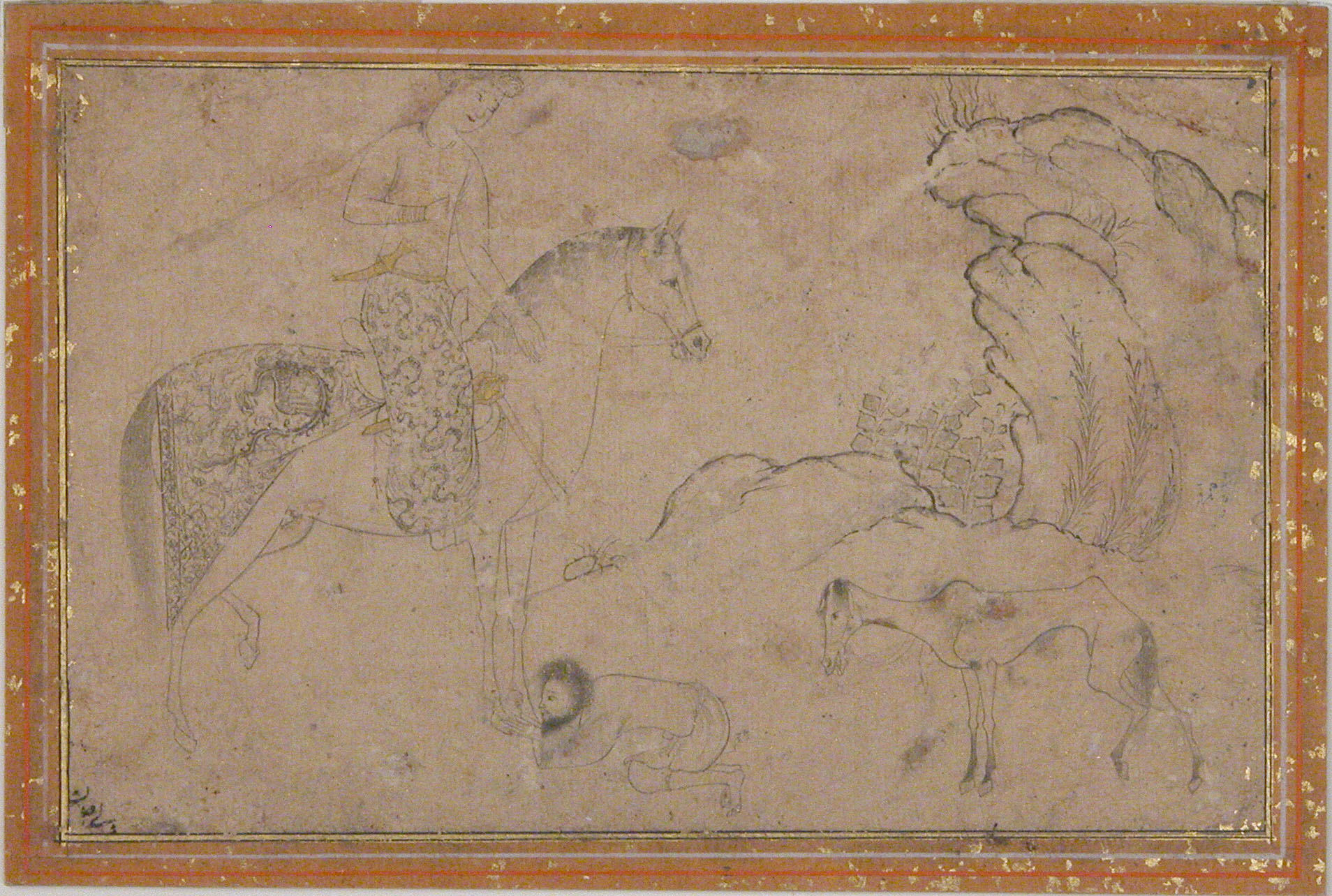
Książę i suplikant. Na podstawie oryginału Soltana Mohammada. Metropolitan Museum of Art
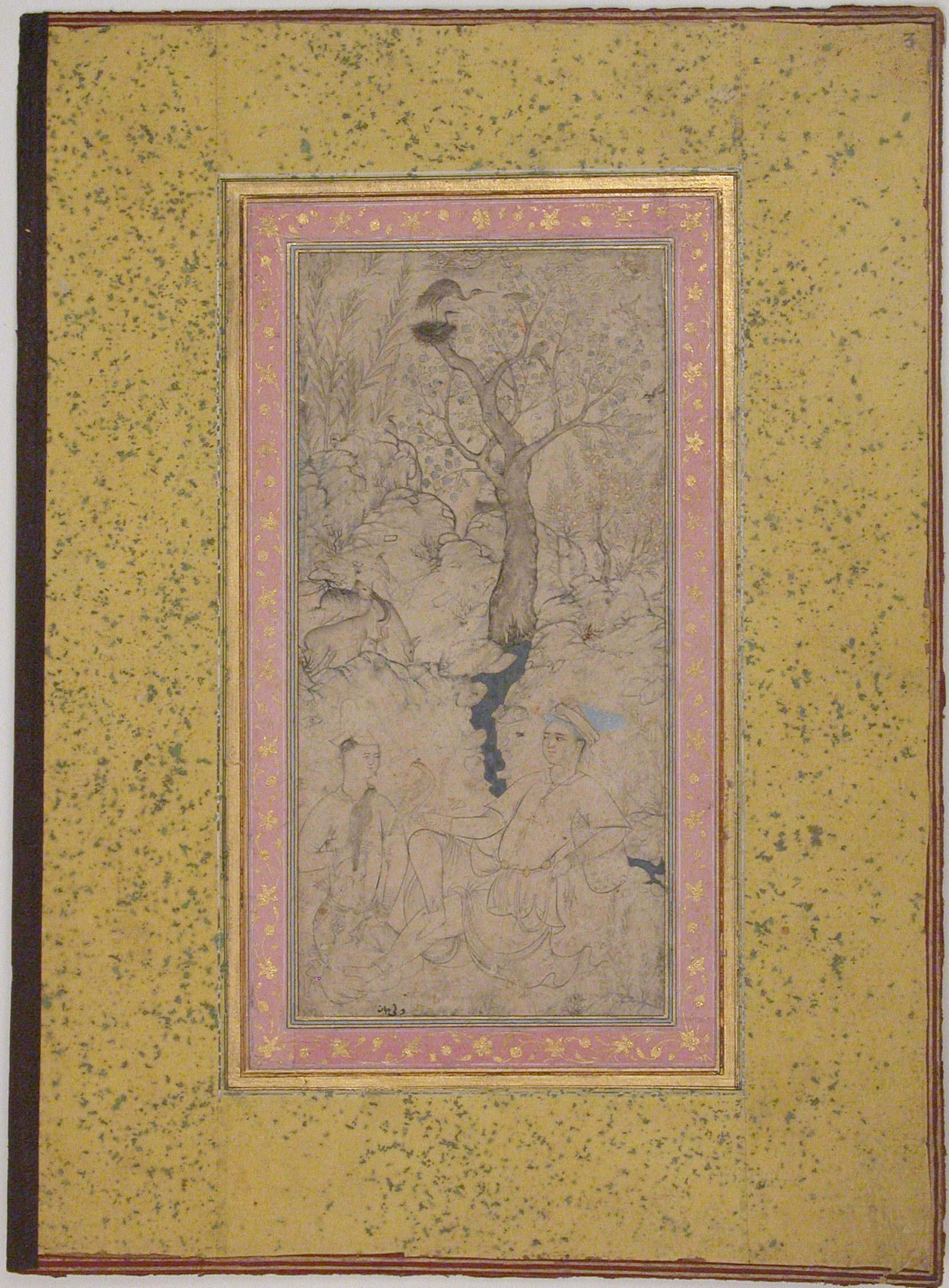
Krajobraz z młodymi sokolnikami. Metropolitan Museum of Art
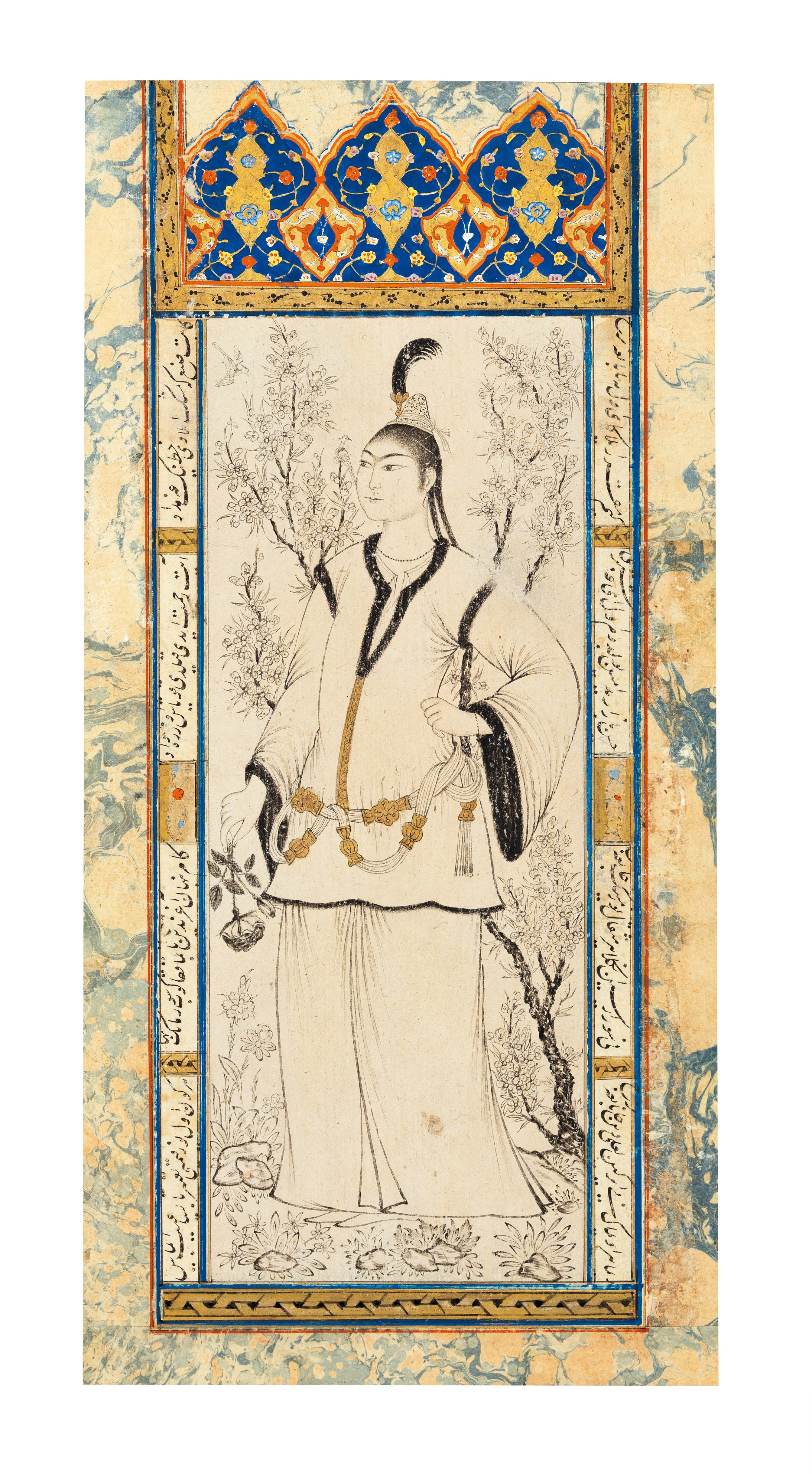
Portret kobiety. Veli Can albo ktoś z jego kręgu, ok. 1585. Muzeum Sadberk Hanım
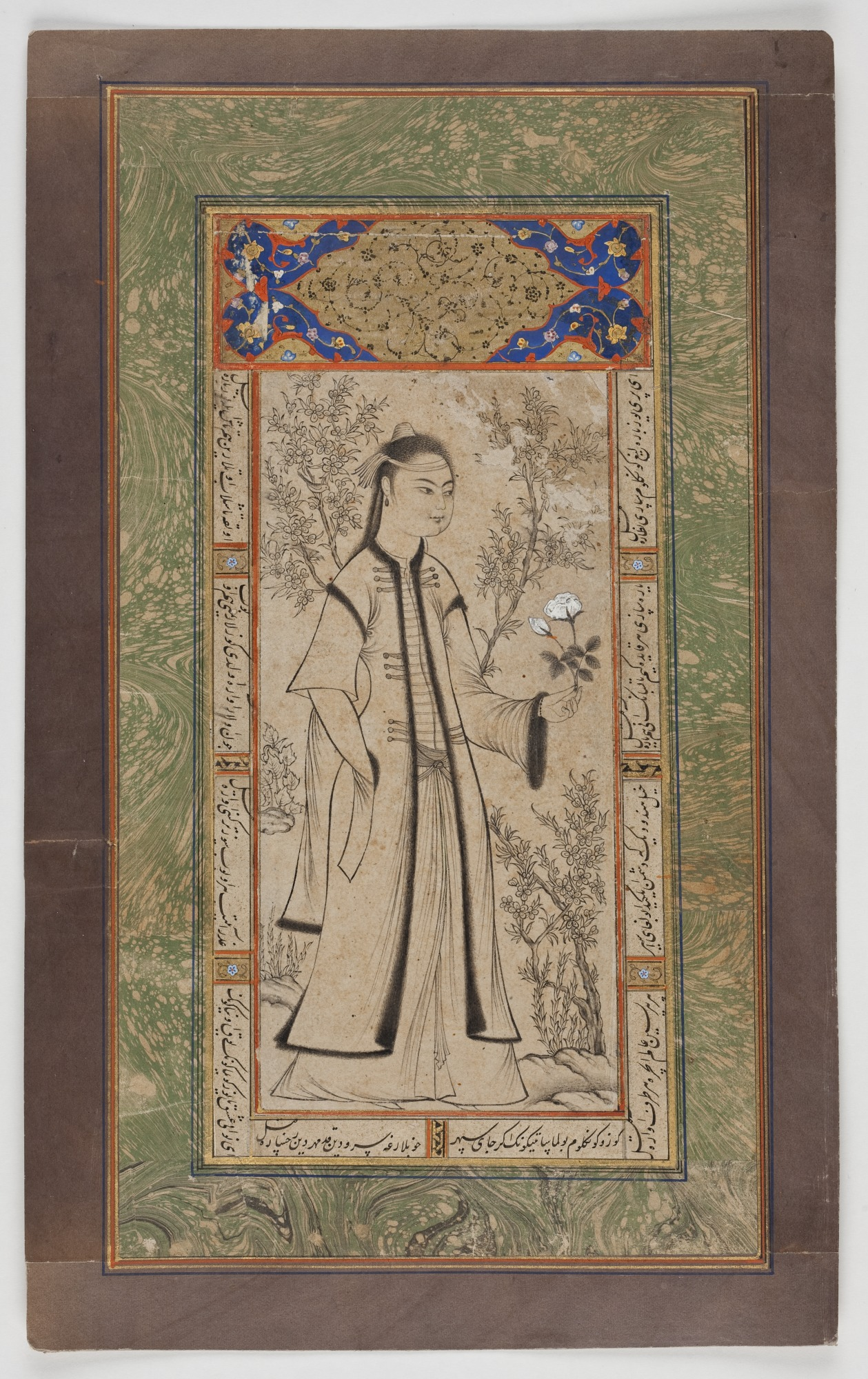
Dama z różą. Prawdopodobnie szkoła Veli Cana. Detroit Institute of Arts
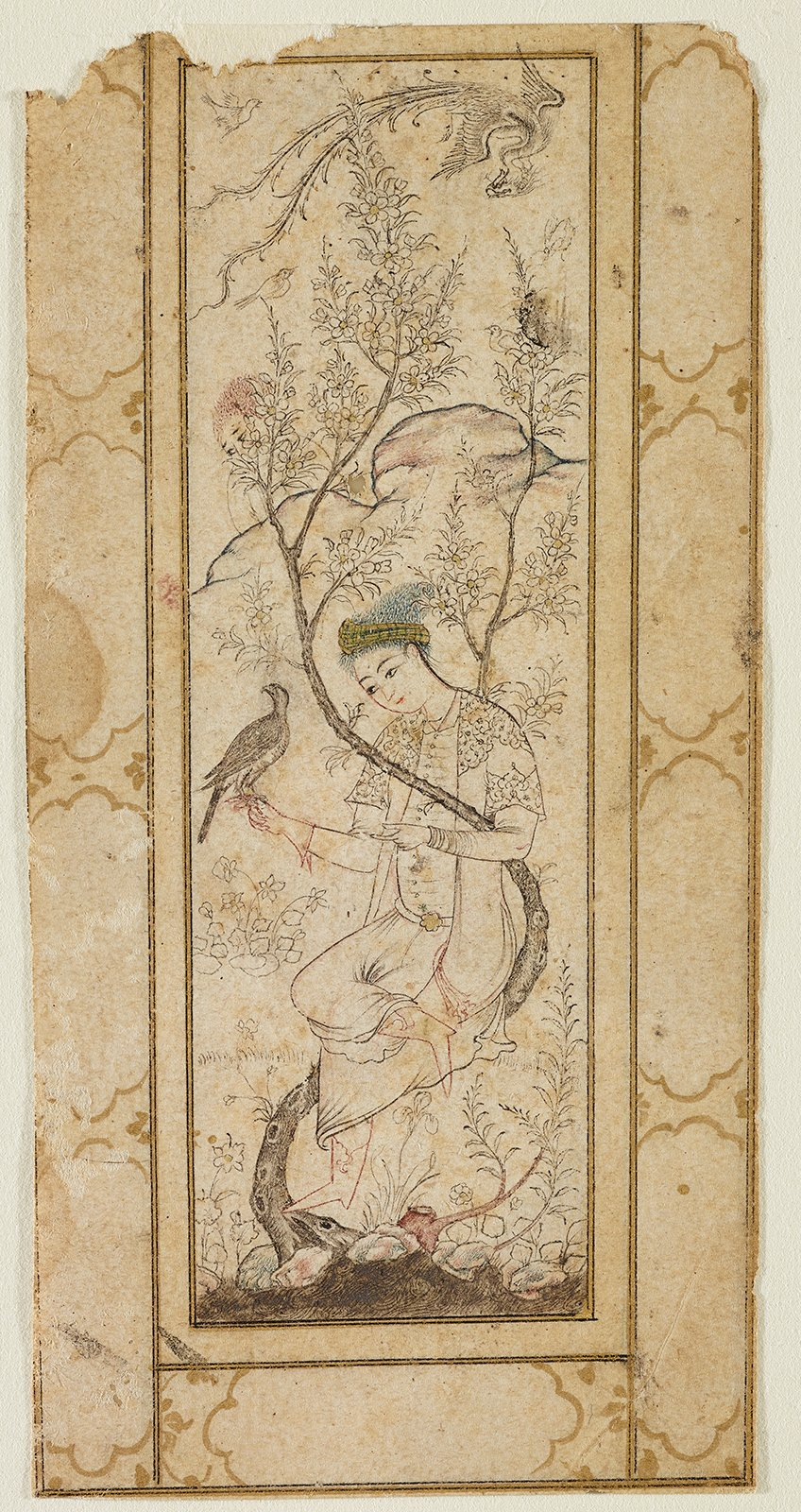
Młody sokolnik. Rysunek w stylu Veli Cana, ok. 1580. Muzeum Agi Chana